# Kuta Batu (Simpang Kanan)
Kuta Batu is een bestuurslaag in het regentschap Aceh Singkil van de provincie Atjeh, Indonesië. Kuta Batu telt 68 inwoners (volkstelling 2010).